# Benzin
Benzin is een nummer van de Duitse "tanzmetal"-band Rammstein. Het nummer is in 2005 uitgebracht als de eerste single van hun vijfde studioalbum Rosenrot.
Zanger Till Lindemann heeft bevestigd in een interview dat het nummer Benzin gaat over de stijgende gasprijzen.

## Video
In de video zijn de bandleden brandweermannen. Ze hebben al lange tijd geen oproep gehad en zijn daardoor slecht uitgerust. Als ze dan toch een oproep krijgen gaan ze met enige tegenzin naar de brand in een gigantische brandweerwagen. Op hun reis houden ze geen enkele rekening met de schade die ze veroorzaken of de mensen die ze doden. Ze rijden dwars door hoogspanningslijnen, treinen, bomen en andere voertuigen. Tussen door komt er een fantasiescène van gitarist Paul H. Landers. Tijdens deze scène redt hij een "dame in nood". Terug bij de brandweerwagen, die nog steeds over de wegen en door gebouwen rijdt, totdat hij kantelt en de bandleden door de voorruit vliegen. Als Till weer bijkomt ziet hij een man staan die wijst naar Christian Lorenz (de toetsenist) die boven op het dak staat. Ze spannen een trampoline, maar die scheurt en de reddingsactie mislukt volledig. Ondanks de enorme ravage zijn ze er niet in geslaagd om Christians leven te redden.

## Live
Het nummer werd voor het eerst op 23 juli 2005 opgevoerd, 2 maanden voor het uitbrengen. De twee daarop volgende avonden werd het nummer in plaats van Moskou gespeeld. Gedurende die optredens schoten vlammen twintig meter de lucht in.
Op de Liebe Ist Für Alle Da tour kwam Benzin terug op de setlist, deze keer met veel vuurwerk, waaronder een vlammenwerper vermomd als benzinepomp die aan het eind van het nummer gebruikt wordt om iemand in brand te steken.

## Tracklist
| Nr. | Titel                                      | Duur |
| --- | ------------------------------------------ | ---- |
| 1.  | Benzin                                     | 3:47 |
| 2.  | Benzin (Combustion Remix) door Meshuggah   | 5:05 |
| 3.  | Benzin (Smallstars Remix) Door Ad Rock     | 3:45 |
| 4.  | Benzin (Kerosinii Remix) Door Apocalyptica | 3:48 |